# Anaut
Anaut es un banda española de rock y música americana.

## Historia
La banda surgió en 2013 como un proyecto personal del músico madrileño Alberto Anaut. Formado en teoría musical y guitarra desde los ocho años, en 2005, Anaut se licenció en Comunicación Audiovisual por la Universidad Carlos III de Madrid y en 2013, en Guitarra jazz en el Conservatorio de Ámsterdam. Es durante su estancia en la capital holandesa cuando reúne a la formación a la que da nombre su apellido y que en ese momento contó con ocho músicos procedentes de España, Italia y Holanda.
La banda realizó su debut discográfico en 2013 con la publicación del álbum 140. La grabación fue financiada mediante micromecenazgo y presentada en la sala Caracol de Madrid el 6 de junio con excelentes críticas por parte de la prensa especializada. Seleccionados por el programa "Girando por salas" (GPS) del Ministerio de Cultura, el grupo se embarcó en una extensa gira por España. En noviembre de 2014 presentaron el sencillo When your days grow long en el Café Central de Madrid con siete noches seguidas de entradas agotadas. A lo largo de 2014 y 2015, Anaut participó en festivales como Enclave de Agua (Soria), Festival Sonorama (Aranda de Duero), Jazzaldia de San Sebastián o el Festival Lavapies Diverso (Madrid).
Entre junio y septiembre de 2015, la banda regresó a los estudios para grabar su segundo álbum Time Goes On. Las sesiones se llevaron a cabo, de forma analógica, entre los estudios Funkameba de Madrid y los estudios Brazil de Rivas-Vaciamadrid y contaron con la colaboración de hasta dieciséis músicos, entre los que se encontraban artistas de la talla de Jon Cleary o el armonicista Antonio Serrano. El álbum, que salió a la venta el 2 de febrero de 2016, incluye doce temas de creación propia donde la banda profundiza en la música de raíz americana incorporando influencias del folk y el rock. Time Goes On fue presentado de forma oficial en un concierto en la sala Joy Eslava de Madrid el 23 de abril de 2016.
Time goes on recibió los siguientes galardones: 
- Premio MIN al mejor álbum de músicas del mundo.

- Premio POP Eye al mejor álbum de música negra.

Su tercer LP Hello There se lanzó el 27 de febrero de 2018 y se presentó en el teatro Barceló de Madrid en abril del mismo año.
En este disco, el ahora cuarteto reforma su peculiar cóctel de influencias de soul, r&b, folk y rock, y añade otros elementos sonoros buscando un sonido único y personal.
"Hello there" muestra un claro acercamiento al rock mientras mantiene algunas señas de identidad que han situado a Anaut como una de las bandas de referencia de soul y r&b del estado.

## Miembros
- Alberto Palacios Anaut (voz y guitarras)
- Gabri Casanova (teclados)
- Javier Geras (bajo y coros)
- Javier Skunk (batería y coros)

## Discografía

### Álbumes
- (2013)140
- (2016)Time Goes On
- (2018) Hello There
- (2025) Perro Verde

### Sencillos
- (2014) When your days grow long